# 1807 у літературі

## Народились
- 11 лютого — Наполеон Орда (пол. Napoleon Orda), білоруський і польський літератор і композитор, музикант, художник (помер 1883).
- 10 вересня — Сахаров Іван Петрович, російський етнограф і фольклорист, археолог і палеограф (помер 1863).
- 17 листопада — Бенедиктов Володимир Григорович, російський поет і перекладач (помер 1873).

## Померли
- 27 вересня — Херасков Михайло Матвійович, російський поет, письменник, державний діяч (народився 1733).